# Saniya Chong
Saniya Chong est une basketteuse américaine née le 27 juin 1994 à Ossining (New York).  

## Carrière universitaire
Son père Andrew est chinois alors que sa mère Leslie est afro-américaine. Elle commence le basket-ball en jouant contre son grand frère. 
Remarquée à Ossining High School, avec 34,4 points, 5,6 rebonds et 9,1 passes décisives en senior, elle aide son lycée à conquérir le premier titre de l’État de son histoire. Elle marque au moins 30 points dans 51 de ses 96 matches disputés pour un total de 2 988 points. Elle est retenue dans le WBCA All-American Game de 2013 joué à La Nouvelle-Orléans où elle inscrit 9 points, 6 rebonds et 4 passes décisives. Avec Ossining, elle affronte Breanna Stewart l'autre grande star de l’État, un an plus âgée qu'elle. Recrutée par les prestigieux Huskies du Connecticut, elle dispute 39 rencontres sur 40 lors de sa saison freshman pour des statistiques de 4,7 points, 2,2 passes décisives et seulement 0,7 balle perdue. En sophomore, ses moyennes passent à 5,6 points (adresse aux tirs de 47,0 % dont 36,6 % à trois points ainsi que 74,2 % aux lancers francs) en 19 minutes. Gênée par une blessure en junior, elle stagne à 3,7 points avec une adresse de 42,4 %. Ces trois premières saisons dans le Connecticut sont marquées par trois titres NCAA conquis avec le trio Breanna Stewart (dont elle était la meilleure amie et la camarade de chambre)-Morgan Tuck-Moriah Jefferson. Titulaire comme meneuse sur sa saison senior, conclue par une inattendue qualification au Final four, ses moyennes passent à 8,3 points à 47,1 % de réussite dont 40,0 % à trois points, 3,0 rebonds et 4,1 passes décisives.

## Carrière professionnelle
Elle est choisie par les Wings de Dallas en 26e position de la draft WNBA 2017 et est retenue dans l'équipe finale malgré un rang éloigné à la draft et la concurrence de vétérans comme Erin Phillips et Tiffany Bias. Pour son coach, « Elle vient d'une structure qui a des championnes dans son ADN. Ce genre de joueuse sait ce que c'est de gagner (...) Elle a prouvé en présaison son grand leadership (...) et son intelligence de jeu ».
En tant que rookie, elle a un rôle de remplaçante appréciée pour ses qualités défensives et une adresse moyenne de 37,9 % aux tirs (27,6 % à trois points). Elle réussit 10 points, 1 rebond, 2 passes décisives et 1 interception en 15 minutes face au Lynx du Minnesota.
Pour 2017-2018, elle joue en Israël avec Elitzur Holon.

## Palmarès
- Triple championne NCAA (2014, 2015, 2016[3])

## Distinctions personnelles
- Troisième cinq de l'AAC (2017[3])

## Statistiques à Connecticut
Source
| Saison   | Équipe      | GP  | GS | Points | FG%  | 3P%  | FT%  | RPG  | APG  | SPG  | BPG | PPG |
| 2013-14  | Connecticut | 39  | 4  | 183    | .420 | .323 | .825 | 1.77 | 1.53 | .61  | .21 | 4.7 |
| 2014-15  | Connecticut | 38  | 2  | 213    | .470 | .366 | .742 | 1.92 | 1.95 | .68  | .21 | 5.6 |
| 2015-16  | Connecticut | 33  | 3  | 123    | .424 | .368 | .857 | 1.27 | 1.03 | .64  | .06 | 3.7 |
| 2016-17  | Connecticut | 34  | 33 | 279    | .470 | .395 | .808 | 3.00 | 3.97 | 1.41 | .21 | 8.2 |
| Carrière | Connecticut | 144 | 42 | 798    | .451 | .365 | .808 | 1.99 | 2.10 | .83  | .17 | 5.5 |